# Wilhelm Niemöller (Theologe)
Wilhelm Niemöller (* 7. April 1898 in Lippstadt; † 13. Oktober 1983 in Bielefeld) war ein evangelischer Pfarrer und Kirchenhistoriker. Während der Zeit des Nationalsozialismus war er ein bedeutender Vertreter der Bekennenden Kirche in der Kirchenprovinz Westfalen. Obwohl er bereits früh Mitglied der NSDAP war, wurde er während des Kirchenkampfes einer der aktivsten Streiter gegen die Kirchenpolitik und die Glaubensaussagen der Deutschen Christen.

## Familie und Ausbildung
Die Eltern Niemöllers waren der lutherische Pfarrer Heinrich Niemöller und dessen Frau Paula, geb. Müller. Er war unter den fünf Kindern der jüngere Bruder von Pfarrer Martin Niemöller, dem späteren Kirchenpräsident, in dessen Schatten er zeitlebens stand. 1900 zog die Familie von Lippstadt nach Elberfeld, wo der Vater an der Trinitatiskirche wirkte. Nach seinem Notabitur am nachmaligen Wilhelm-Dörpfeld-Gymnasium wurde er zur Feldartillerie eingezogen und nahm hauptsächlich an Kämpfen im Westen teil. In der Tankschlacht von Cambrai wurde er schwer verwundet. 1918 nahm er an einem Offizierslehrgang teil und wurde kurz vor Kriegsende Leutnant. Nach Kriegsende konnte er 1919 mit dem Studium der Evangelischen Theologie an der Westfälischen Wilhelms-Universität in Münster beginnen, weitere Stationen waren die Kirchliche Hochschule Bethel, die Universität Greifswald, die Universität Erlangen und zuletzt wieder Münster. Von seinen Lehrern beeinflussten ihn besonders Julius Smend in Münster sowie Karl Girgensohn in Greifswald.
Während der Zeit des Kapp-Putsches stellte er sich der Reichswehr zur Verfügung. In Erlangen trat er der national gesinnten Einwohnerwehr bei.
1923 bestand er vor der kirchlichen Prüfungskommission sein erstes Examen mit „gut“ und wurde dann zur praktischen Ausbildung der evangelischen Gemeinde Ibbenbüren (Christuskirche) zugewiesen. Das zweite Examen wurde ebenfalls mit gut bestanden. Anschließend war er Hilfsprediger (Pfarrer zur Anstellung) in Nierenhof und Witten am Diakonissenhaus Witten. Dort wurde er 1924 auch ordiniert. Seine erste Pfarrstelle war das ländliche Schlüsselburg. Hier verfasste er seine erste kirchenhistorische Arbeit über seine Gemeinde.

## Zeit des Kirchenkampfes

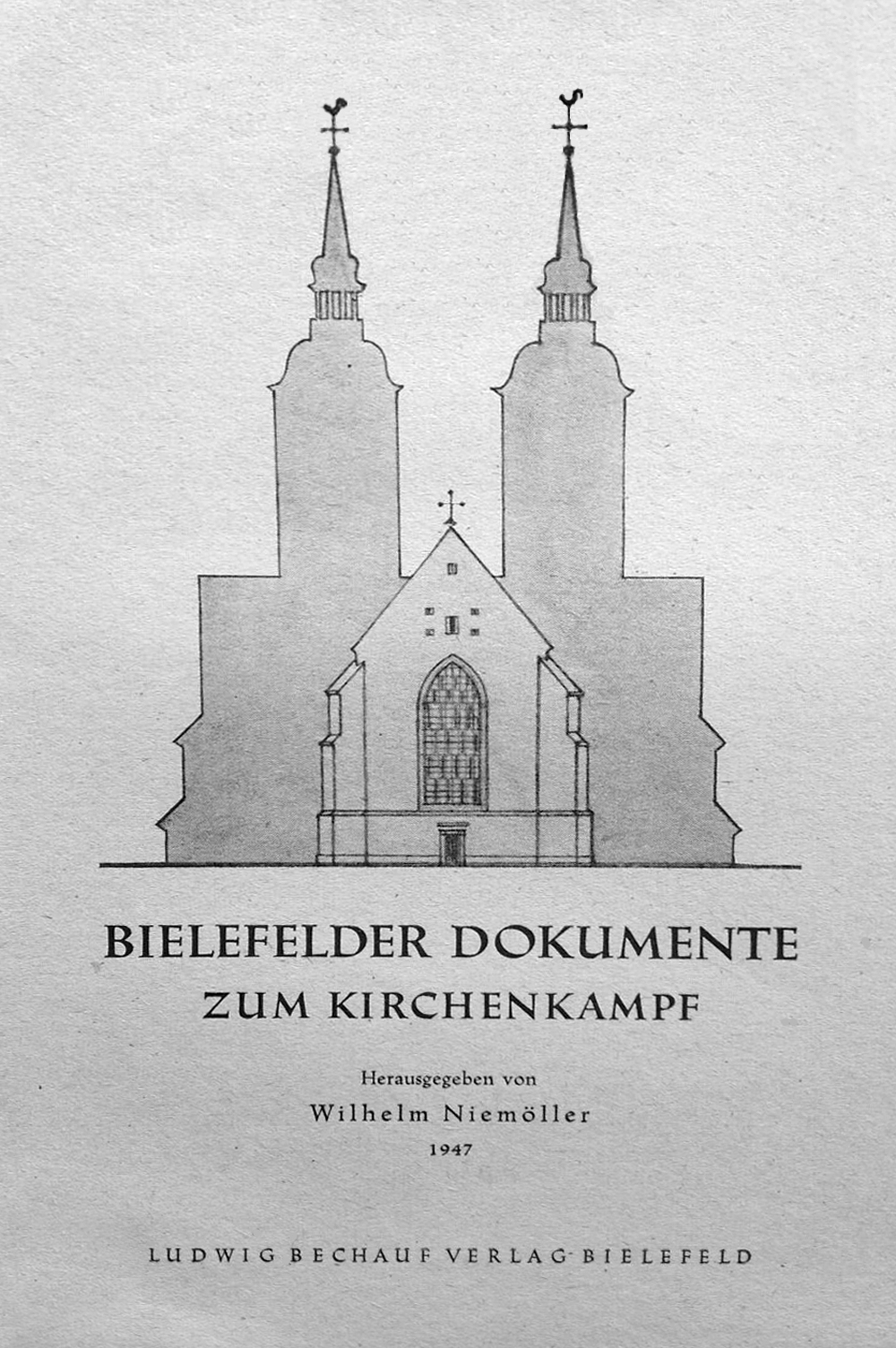
Wilhelm Niemöller über den Kirchenkampf in Bielefeld (1947)

Aus einem preußisch-nationalkonservativen Pfarrhaus stammend, trat Wilhelm Niemöller bereits 1923 der NSDAP bei, ohne allerdings besonders aktiv in ihr zu werden. Sein Bruder Martin dagegen hielt als Pfarrer parteipolitische Neutralität für angebracht, hatte jedoch ebenfalls schon 1924 aus Abneigung gegen "jede Art der Republik" NSDAP gewählt. Zum 28. Dezember 1925 trat Wilhelm Niemöller der neu gegründeten NSDAP erneut bei (Mitgliedsnummer 26.850).
Anlässlich der Kirchenwahl am 23. Juli 1933 veröffentlichte er zusammen mit neun weiteren nationalsozialistischen Pfarrern Westfalens in der Tagespresse eine Erklärung, in der sie sich abgrenzten "gegen die Reichsleitung der Deutschen Christen in Berlin, die durch ihre Kirchenpolitik das Bekenntnis der Kirche gefährdet, die unserem Führer nach seinen eigenen Worten am Herzen liegende innere Freiheit der Kirche bedroht und das Vertrauensverhältnis zwischen Kirche, Volk und Staat zu erschüttern geignet ist"
Wegen dieser Erklärung wurde er wenige Tage später am 20. Juli 1933 aus der NSDAP ausgeschlossen. Im September 1934 klagte er vor den Parteigerichten erfolgreich auf Wiederaufnahme. In einem internen Lagebericht der NSDAP-Gauleitung Westfalen Nord von 1934 wird "eifrigste Wühlarbeit der Geistlichkeit gegen den Staat" und über Wilhelm Niemöller vermerkt: "Hinzu kommt der Einfluss Bethels bei Bielefeld mit dem amtierenden Pfarrer Niemöller, welcher seinen Kampf gegen die deutschen Christen in der zähesten und rücksichtslosesten Weise führt".
Seine Lebensstellung hatte er von 1930 bis 1963 (nur unterbrochen vom Kriegseinsatz) als Pfarrer an der Jakobusgemeinde in Bielefeld inne, die sich im Kirchenkampf der Bekennenden Kirche angeschlossen hatte. Während dieser Zeit hielt Niemöller Vorträge in ganz Deutschland gegen die Position der Deutschen Christen. Zugleich hatte er Positionen in der Bekennenden Kirche inne, war Mitglied des Westfälischen Bruderrates und Teilnehmer an allen Bekenntnissynoden auf der Ebene der westfälischen Provinzialkirche, der Kirche der Altpreußischen Union und der Deutschen Evangelischen Kirche (DEK). Er hatte zahlreiche Schikanen des Regimes zu erdulden: eine Verhaftung, sieben Redeverbote, neun Gerichtsverfahren, elf Hausdurchsuchungen. 1937 wurde ihm auch der Reisepass entzogen. Im August 1939, bereits vor Beginn des Krieges, wurde er eingezogen und war 1942 bis 1944 an der Ostfront eingesetzt. Im Mai 1945 wurde er in Österreich gefangen genommen. Er konnte aber bereits im August in seine Gemeinde zurückkehren.

## Wirken in der Nachkriegszeit
Nach dem Zweiten Weltkrieg schrieb Niemöller zahlreiche Bücher zur Geschichte der evangelischen Kirche zur Zeit der NS-Diktatur. Angeregt wurde er dazu bei einer kurzen Tätigkeit im Büro des Präses Karl Koch, wo er wichtige Akten retten oder aus privater Hand erwerben konnte, die dann Grundstock seines Archivs zum Kirchenkampf wurden. Eine erste knappe Darstellung (Kirchenkampf im Dritten Reich) erschien schon 1946, 1947 folgte eine Dokumentensammlung zum Kirchenkampf in Bielefeld und 1948 erschien seine umfangreiche Monographie Kampf und Zeugnis der Bekennenden Kirche. Weitere Bücher waren Spezialthemen der Kirchenkampfforschung gewidmet. Dabei nahm er die Kirchengeschichte im Nationalsozialismus zunächst und vor allem als Geschichte der Bekennenden Kirche wahr – ein Blickwinkel, der die historische Forschung zum Kirchenkampf lange geprägt hat und heute zunehmend kritisch gesehen wird. Niemöller edierte auch wichtige Quellen, vor allem die Akten der Bekenntnissynoden der DEK in der Reihe Arbeiten zur Geschichte des Kirchenkampfes.
1959 wurde Niemöller von der Theologischen Fakultät der Georg-August-Universität Göttingen mit der Ehrendoktorwürde ausgezeichnet.

## Nachlass
Die von Wilhelm Niemöller angelegte umfangreiche Sammlung, das Bielefelder Archiv des Kirchenkampfes, umfasst etwa 48 Regalmeter. Sie wird im Landeskirchlichen Archiv Bielefeld verwahrt und steht der Forschung zur Verfügung.